# 村上千歩
村上 千歩（むらかみ ゆきと、2001年5月28日 - ）は、熊本県出身のプロサッカー選手。Jリーグ・ヴァンフォーレ甲府所属。ポジションはフォワード(FW)。

## 来歴
名古屋グランパス U-18出身。
専修大学在学中の2023年6月にヴァンフォーレ甲府の2024年からの加入を発表した。また8月には特別指定選手として甲府の選手登録された。

## 所属クラブ
- FC ESPACIO 熊本（熊本市立帯山小学校）[2]
- FC.CONQUESTA（熊本市立帯山小学校）[2]
- 名古屋グランパス U-18（東海学園高等学校）[2]
- 専修大学
  - 2023年8月 - 11月 ヴァンフォーレ甲府（特別指定選手）
- 2024年 -  ヴァンフォーレ甲府

## 個人成績
| 国内大会個人成績 | 国内大会個人成績 | 国内大会個人成績 | 国内大会個人成績 | 国内大会個人成績 | 国内大会個人成績 | 国内大会個人成績 | 国内大会個人成績 | 国内大会個人成績 | 国内大会個人成績 | 国内大会個人成績 | 国内大会個人成績 |
| 年度             | クラブ           | 背番号           | リーグ           | リーグ戦         | リーグ戦         | リーグ杯         | リーグ杯         | オープン杯       | オープン杯       | 期間通算         | 期間通算         |
| 年度             | クラブ           | 背番号           | リーグ           | 出場             | 得点             | 出場             | 得点             | 出場             | 得点             | 出場             | 得点             |
| 日本             | 日本             | 日本             | 日本             | リーグ戦         | リーグ戦         | リーグ杯         | リーグ杯         | 天皇杯           | 天皇杯           | 期間通算         | 期間通算         |
| ---------------- | ---------------- | ---------------- | ---------------- | ---------------- | ---------------- | ---------------- | ---------------- | ---------------- | ---------------- | ---------------- | ---------------- |
| 2024             | 甲府             | 13               | J2               | 8                | 1                | 0                | 0                | 2                | 0                | 10               | 1                |
| 2025             | 甲府             | 13               | J2               |                  |                  |                  |                  |                  |                  |                  |                  |
| 通算             | 日本             | 日本             | J2               | 8                | 1                | 0                | 0                | 2                | 0                | 10               | 1                |
| 総通算           | 総通算           | 総通算           | 総通算           | 8                | 1                | 0                | 0                | 2                | 0                | 10               | 1                |

- 2023年は特別指定選手（出場無し）

出場歴
- Jリーグ初出場・初ゴール：2024年7月14日 J2第24節 V・ファーレン長崎戦（JITリサイクルインクスタジアム）

## タイトル
- クラブ
  - 2018年：Jユースカップ　優勝[2]

- 個人
  - 2018年：Jユースカップ　得点王[2]